# Rock andalou
Le rock andalou, ou flamenco rock, est un mouvement musical et culturel ayant émergé en Andalousie, en Espagne, entre la fin des années 1960 et la première moitié des années 1980, mais de manière exclusive, dans une recherche généralisée de racines. Bien que des groupes comme Los Cheyenes ou Los Brincos peuvent être considérés comme les précurseurs du genre, les véritables pionniers sont Smash et Triana, groupe le plus identifiant du style, qui combine flamenco et tendances contemporaines du rock progressif. Les autres représentants du genre incluent, entre autres, Veneno, Mezquita, Sabicas, Medina Azahara, Carmen, Cai, Grenade, Imam, Guadalquivir, Alameda et Vega.

## Caractéristiques

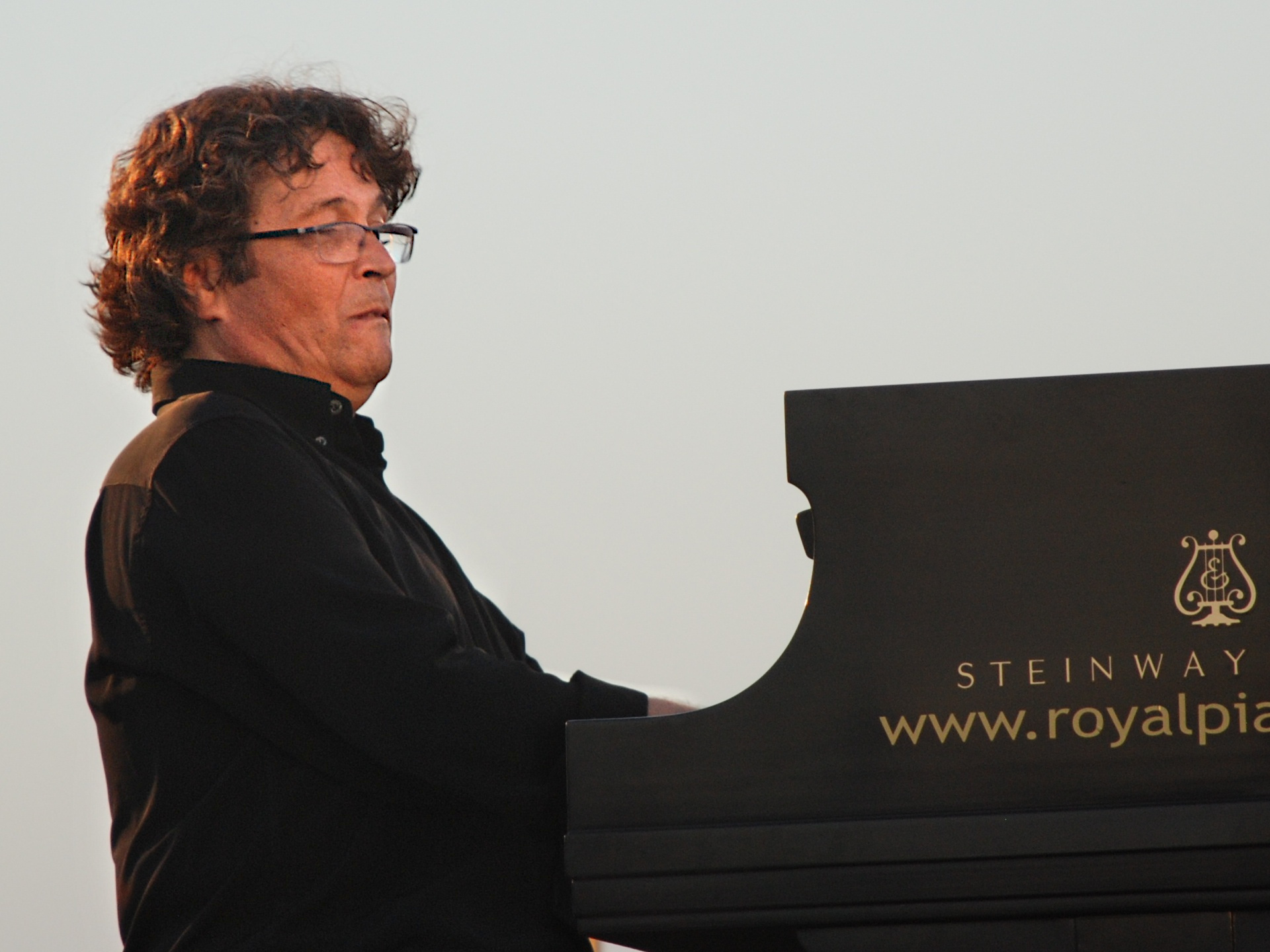
Chano Domínguez.

Musicalement, le genre consiste en l'incorporation dans les structures rock et pop de concepts, de rythmes et d'éléments mélodiques et harmoniques, provenant du folklore andalou et du flamenco. En fait, plusieurs auteurs soulignent : « Plutôt que de se baser sur le flamenco, autant le faire sur le flamenco : un certain air, du son... un son, une bonne saveur, mais peu de profondeurs. » Le style musical est donc lié au nationalisme andalou des années 1970.
Habituellement, le genre incorpore des éléments du flamenco tels que les tangos, bulerías et rumba. Les chants sont nettement andalous, conservant les modulations du flamenco, et en quelque sorte aussi de longs gémissements ou courtes plaintes, accompagnés de phrasés d'origine rock. Instrumentalement, des éléments traditionnels tels que la guitare flamenco, les palmas, les castagnettes, etc. sont utilisés, en parallèle à la guitare électrique, aux différents instruments de percussions et des basses, entre autres.

## Histoire

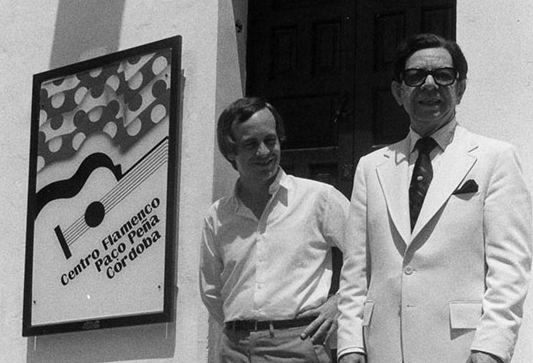
Paco Peña (gauche) et Sabicas (droite).

L'histoire du rock andalou est en grande partie liée à Gonzalo García-Pelayo, producteur et fondateur du label Gong, intégré au label Movieplay. « L'idée de créer du rock andalou est née à Salamanque. Julio (Matito) et moi y avons déjà pensé, mais Gualberto a ajouté qu'il ne fallait pas penser, mais simplement ressentir et c'est ce qu'il faisait depuis longtemps », explique Gonzalo. Le nom de son label est un hommage à Gong, l'un des groupes fondateurs du genre, et utilise comme slogan promotionnel la phrase : Buena o regular, es nuestra música y no queremos que tenga nada que ver con la de ellos (« bonne ou mauvaise, c'est notre musique et nous ne voulons pas qu'elle ait quelque chose à voir avec la leur »). 
Les premières tentatives d'incorporer des éléments de flamenco au rock sont retracées dans la seconde moitié des années 1960 avec des groupes comme : Gong, dans lequel se trouvaient Silvio Fernández et Luis Cobo (El Manglis) ; Nuevos Tiempos, avec Jesús de la Rosa et Rafael Marinelli ; et surtout Smash, groupe de Gualberto García et Julio Matito. Avant, en 1966, aux États-Unis, le guitariste espagnol Sabicas enregistre un album avec le guitariste américain Joe Beck, publié sous le titre Rock Meet en 1970, dans lequel un mélange inhabituel de flamenco et de rock est produit.